# 速水晃一
速水 晃一（はやみ こういち）は、海堂尊の小説『ジェネラル・ルージュの凱旋』の主要人物の一人で、これを含めた海堂の作品群に登場する架空の医師。

## 登場作品
- 田口・白鳥シリーズ
  - ナイチンゲールの沈黙（2006年10月）
  - ジェネラル・ルージュの凱旋（2007年4月）
  - カレイドスコープの箱庭（2014年3月）
- 田口・白鳥シリーズ コロナ三部作
  - コロナ黙示録（2020年7月）
- 田口・白鳥シリーズ スピンオフ
  - ジェネラル・ルージュの伝説（2009年2月）
- ブラックペアンシリーズ
  - ひかりの剣（2008年8月）
  - ブラックペアン1988（2007年9月）
  - スリジエセンター1991（2012年10月）
- 極北篇
  - 極北ラプソディ（2011年12月）

## 人物
東城大学医学部付属病院に勤める救命救急医。2001年にICUと小児科が一括された「オレンジ新棟」が設立されると同時に救命救急センター部長（正式な肩書きは、「独立行政法人旧国立大学連絡機構東城大学医学部付属病院救命救急センター部長」）に就任し、オレンジ新棟のトップに着く。「ジェネラル・ルージュ」（血まみれ将軍）の異名を持つ。他の異名は「スピードスター」。
傲慢かつ我侭な性格で、部下や病院中のスタッフを振り回す暴君ぶりで、オレンジ新棟を率いている。本人は我侭に振舞うのが上に立つ人間だという持論を持つ。物言いは乱暴だが、理路整然とした発言や啖呵を切り出し相手に応戦し、その様子を見た厚生労働省の役人・白鳥圭輔からは説得・心理読影に応用する話術“アクティブ・フェーズ”の進化型“アグレッシヴ・フェーズ”だと称されている。 
救急医としての技量も高く、ICUのベッドコントロールを采配できる能力や非常事態を察せる勘の鋭さを備え持ち、患者を救うことに精力を注いでいる。だがその反面、ベッドの移動で他科の事情を省みなかったり、その尊大な性格から周りに敵が多い。普段は部長室で、複数のモニターで患者やスタッフの様子を見て、無線で指示を出している。
180cmもある長身と端正な顔立ちから女性看護師からの人気は高く、同じICUに勤める看護師長の花房美和と看護師の如月翔子から好意を抱かれている（『ジェネラル・ルージュの凱旋』）。
救急センター部長に就任した時からドクターヘリを導入することを悲願しているが、ヘリの莫大な維持費を理由に実現には至っていない。オレンジ新棟が赤字を垂れ流していることから、速水を快く思わない一部の人間からは「東城大の赤字王（レッドキング）」という陰口を叩かれている。
同じ病院の不定愁訴外来の責任者・田口公平と、放射線科准教授の島津吾郎とは医学生時代からの同期で学生時代の麻雀仲間。だが田口に対しては戦闘意識が萎えるという理由で若干の苦手意識を持っている。また田口と島津、後輩の彦根と共にやった卒業記念麻雀で逆転負けしたことがある。
好物はチュッパチャプス。

### 医学生時代
1988年当時は東城大学医学部の医学部2年生。剣道部で主将を務めており、医学部剣道部員達による「医鷲旗大会」で手にすれば外科の世界で大成すると伝えられている「医鷲旗」獲得に向けて練習に励んでいた。学業面では田口と同様にサボりに精を出し、成績は下から20番目に位置する程度（いわゆるボトム20）だったが、外科系の成績は上位に位置し優秀な成績を残していた。また、高階病院長によると外科系の卒業試験時の成績は歴代を通じて断トツで、学生時代に既に外科医の基礎ができていたという。
剣道の腕は強く「東城大の猛虎」と称される実力を有していた。また『ひかりの剣』本編開始以前の医鷲旗大会で一度は負かした帝華大の清川吾郎をライバルとして認めていた。だが実力がありながら、大会優勝のためチームの底上げに熱心になり、自身の実力を磨くことを二の次にしていたため、顧問の高階から「責任感という鎖で縛られている」と指摘されていた。後に清川に勝つため、高階の言いつけを受けて、チームを離れ単身高階が指示したやり方で修行して成長し、「一刀流の極意 切り落とし」を会得した（奇しくも清川も同じ技を習得していた）。そして、その年の医鷲旗大会で清川と完全に決着をつけた。《ひかりの剣》

### ジェネラル・ルージュの伝説
1991年、桜宮市にある城東デパートで火災が発生し、東城大学医学部付属病院に流れ込んでくる重傷者全てを当時1年生医師だった速水が病院スタッフ全員を指揮して処置したというエピソードがある。この伝説をきっかけに速水は「ジェネラル・ルージュ」と呼ばれるようになる。
この当時の東城大学医学部付属病院では病院長らスタッフの大半が講演に出向いていたため、病院内のスタッフが手薄となった中、速水は患者を片っ端から受けた上に、事務室に出向き全館放送用マイクで全員自分の指揮下に入るよう指示し、病院のロビーを臨時救急センターとして機能させ、上司の医師を含め病院スタッフらに命令を下しながら処置に回っていた。
この時、速水もまたこの未曾有の危機を前にたじろき、顔も青ざめていたが、当時のICU看護主任の猫田麻里に「司令官の弱気は部下に伝染する」と諭され、猫田の提案（映画版、ドラマ版では花房の提案）で周囲に気取られないための対処として花房の口紅を引いていくことになった。またこの口紅が「ジェネラル・ルージュ」の異名のもう一つの由来となる。
なお、1年生医師だった速水は病院の仕事をよくサボり、鼻っ柱が強かったが、この修羅場を経験して以降は自分の身の程を知り、これ以上増長しなくなった。

### その後
『ジェネラル・ルージュの凱旋』で自身が医療代理店メディカル・アソシエイツと癒着しているという収賄疑惑の告発文がリスクマネジメント委員会委員長の田口宛てに届いた問題をきっかけに、救命救急センター部長を解任され、北海道・極北市の極北救命救急センターへ3年間出向することになり、花房と共に極北市へ旅立った。
極北救命救急センターへ赴任しても周囲と悶着を起こしていたようで、『極北クレイマー』では主人公・今中良夫が速水を傲慢な医師だと噂で聞いている。後に極北救命救急センターのセンター長代行を務めている。

## メディア別の人物像・演じた俳優

### 映画 （TBS・東宝）
- ジェネラル・ルージュの凱旋[1]

演じた俳優は堺雅人。

### テレビドラマ・映画（関西テレビ・東宝）
- チーム・バチスタ2 ジェネラル・ルージュの凱旋
- チーム・バチスタ4 螺鈿迷宮
- チーム・バチスタFINAL ケルベロスの肖像

演じた俳優は西島秀俊。大学時代の同期は白鳥という設定になっており、田口・島津とは同期ではない。また、原作のチュッパチャプスではなく、ドイツ製のフルーツクリームローリーポップを舐めている。『2』終盤で病を患っていたことが判明し、北の病院に出向になった理由として病気療養が追加されている。後に病状が改善されたことから『4』で東城医大に呼び戻され、以降同作と『FINAL』で再び救急救命センター部長を務めている。

### テレビドラマ（NHK）
- 極北ラプソディ

演じた俳優は山口祐一郎。

### テレビドラマ（TBS）
- ブラックペアン
- ブラックペアン シーズン2

演じた俳優はヤマダユウスケ。